# 2C busz (Balassagyarmat)
A balassagyarmati 2C jelzésű autóbusz a 2-es busz betétjárata, az Autóbusz-állomás és a MAHLE, az Autóbusz-állomás és a Ruhagyár, valamint a Vasútállomás és Autóbusz-állomás között közlekedert. A járatot a városi önkormányzat megrendelésére a Volánbusz üzemeltette. A járat 2025. március 15.-től nem közlekedik 

## Járművek
Hétköznapokon egy Alfa Localo és egy Alfa Regio, hétvégéken egy Volvo 7000 közlekedik a vonalon.

## Útvonala
| Mahle felé | Ruhagyár felé | Autóbusz-állomás felé                                                                                               |
| --- | --- | --- |
| Autóbusz-állomás – Mikszáth Kálmán út – Rákóczi fejedelem út – Kossuth Lajos út – Leningen Károly utca – Szügyi út – MEHLE | Autóbusz-állomás – Mikszáth Kálmán út – Rákóczi fejedelem út – Kossuth Lajos út – Leningen Károly utca – Nyírjesi út – Mártírok útja – Horváth Endre utca – Ruhagyár | Vasútállomás – Benczúr Gyula utca – Kossuth Lajos út – Rákóczi fejedelem út – Mikszáth Kálmán út – Autóbusz-állomás |

## Megállóhelyei
| 2C (Autóbusz-állomás – MAHLE) |                    | | |
| Perc (↓)                      | Megállóhely        | Megállóhelyet érintő járatok | Fontosabb létesítmények |
| 0                             | Autóbusz-állomás   | 1A, 2C, 4, 6, 6A, 8, 8A, 9A, 9B, 3314 460 1010, 1011, 1012, 1013, 1306, 1308, 3080, 3081, 3305, 3312, 3313, 3315, 3322, 3336, 3340, 3342, 3343, 3344 | Balassagyarmat autóbusz-állomás Tesco áruház |
| 2                             | Hunyadi utca       | 1, 1C, 2, 2C, 4, 6, 6A, 7, 7A, 7B, 8, 9, 9A, 9B, 3314                                                                                                | Mikszáth Kálmán Művelődési Központ, Salgótarjáni Szakképzési Centrum Szent-Györgyi Albert Gimnáziuma, Szakgimnáziuma és Szakközépiskolája, piac, Spar áruház, OTP Bank |
| 3                             | Balassa utca       | 2, 2C, 3B, 7, 7A, 7B, 7D, 3314 | Pannónia Motorkerékpár Múzeum |
| 4                             | Deák Ferenc utca   | 2, 2C, 3B, 7, 7A, 7B, 7D, 3314 | Evangélikus templom |
| 5                             | Benczúr Gyula utca | 2, 2C, 3B, 7, 7A, 7B, 7D, 3314 | |
| 6                             | Kis posta          | 2, 2C, 3, 3B, 3C, 7, 7A, 7B, 7D, 3314 | Balassagyarmat 2. sz. posta |
| 7                             | Volán telep        | 2C, 6, 6A, 8A, 8C | autóbuszgarázs |
| 8                             | MAHLE              | 2C, 6, 6A, 8A | MAHLE Compressors Hungary Kft. |

| 2C (Autóbusz-állomás – Ruhagyár) |                    | | |
| Perc (↓)                         | Megállóhely        | Megállóhelyet érintő járatok | Fontosabb létesítmények |
| 0                                | Autóbusz-állomás   | 1A, 2C, 4, 6, 6A, 8, 8A, 9A, 9B, 3314 460 1010, 1011, 1012, 1013, 1306, 1308, 3080, 3081, 3305, 3312, 3313, 3315, 3322, 3336, 3340, 3342, 3343, 3344 | Balassagyarmat autóbusz-állomás Tesco áruház |
| 2                                | Hunyadi utca       | 1, 1C, 2, 2C, 4, 6, 6A, 7, 7A, 7B, 8, 9, 9A, 9B, 3314                                                                                                | Mikszáth Kálmán Művelődési Központ, Salgótarjáni Szakképzési Centrum Szent-Györgyi Albert Gimnáziuma, Szakgimnáziuma és Szakközépiskolája, piac, Spar áruház, OTP Bank |
| 3                                | Balassa utca       | 2, 2C, 3B, 7, 7A, 7B, 7D, 3314 | Pannónia Motorkerékpár Múzeum |
| 4                                | Deák Ferenc utca   | 2, 2C, 3B, 7, 7A, 7B, 7D, 3314 | Evangélikus templom |
| 5                                | Benczúr Gyula utca | 2, 2C, 3B, 7, 7A, 7B, 7D, 3314 | |
| 6                                | Kis posta          | 2, 2C, 3, 3B, 3C, 7, 7A, 7B, 7D, 3314 | Balassagyarmat 2. sz. posta |
| 7                                | Nyírjesi úti óvoda | 2, 2C, 3, 3C, 6, 7, 7B, 8, 9, 9A, 9B, 3314 | Játékvár Óvoda |
| 8                                | Mártírok útja      | 2, 2C, 3, 3C, 6, 7, 7B, 8, 9, 9A, 9B, 3314 | |
| 9                                | Erdőgazdaság       | 2, 2C, 3, 3C, 6, 6A, 7, 7B, 8, 9, 9A, 9B, 3314 | |
| 10                               | Ruhagyár           | 2, 2C, 3, 3C, 6, 6A, 7, 7B, 8, 9, 9A, 9B, 3314 | An-Ro Ruha Kft. |

| 2C (Vasútállomás – Autóbusz-állomás) |                    | | |
| Perc (↓)                             | Megállóhely        | Megállóhelyet érintő járatok | Fontosabb létesítmények |
| 0                                    | Vasútállomás       | 1, 1C, 2, 2C, 3, 3B, 3C, 9, 9A S750 S780 S790 | Balassagyarmat |
| 2                                    | Benczúr Gyula utca | 2, 2C, 3B, 7, 7A, 7B, 7D, 3314 | |
| 3                                    | Deák Ferenc utca   | 2, 2C, 3B, 7, 7A, 7B, 7D, 3314 | Evangélikus templom |
| 4                                    | Balassa utca       | 2, 2C, 3B, 7, 7A, 7B, 7D, 3314 | Pannónia Motorkerékpár Múzeum |
| 5                                    | Hunyadi utca       | 1, 1C, 2, 2C, 4, 6, 6A, 7, 7A, 7B, 8, 9, 9A, 9B, 3314                                                                                                | Mikszáth Kálmán Művelődési Központ, Salgótarjáni Szakképzési Centrum Szent-Györgyi Albert Gimnáziuma, Szakgimnáziuma és Szakközépiskolája, piac, Spar áruház, OTP Bank |
| 7                                    | Autóbusz-állomás   | 1A, 2C, 4, 6, 6A, 8, 8A, 9A, 9B, 3314 460 1010, 1011, 1012, 1013, 1306, 1308, 3080, 3081, 3305, 3312, 3313, 3315, 3322, 3336, 3340, 3342, 3343, 3344 | Balassagyarmat autóbusz-állomás Tesco áruház |

## Külső hivatkozások
- A Nógrád Volán weboldala. [2014. december 30-i dátummal az eredetiből archiválva].
- Valósidejű utastájékoztatás. Nógrád Volán. [2018. augusztus 21-i dátummal az eredetiből archiválva]. (Hozzáférés: 2018. augusztus 21.)